# Martin Sinković
Martin Sinković (født 10. november 1989 i Zagreb) er en kroatisk roer og flerdobbelt olympisk guldvinder, lillebror til Valent Sinković.

## Rokarriere
Martin Sinković' første store internationale resultat kom, da han ved junior-VM i 2007 vandt bronze i singlesculler. I 2009 var han sammen med sin storebror, Valent med i dobbeltfireren, der vandt VM-guld for U/23. Dette resultat gentog de i 2010, mens de ved EM for seniorer samme år fik sølv og ved senior-VM fik guld. Ved VM i 2011 blev det til bronze for den kroatiske dobbeltfirer.
Ved OL 2012 i London stillede Kroatien med samme besætning i dobbeltfireren, der de seneste år havde haft så stor succes. Ud over Martin og Valent Sinković bestod besætningen af David Šain og Damir Martin, og de vandt deres indledende heat og deres semifinale. I finalen var det tyskerne, der tog en tidlig føring, og den holdt de til mål og fik guld, mens kroaterne fik sølv og Australien bronze. Senere samme år fik de revanche, da de vandt EM-guld, mens brødrene Sinković i 2014 skiftede til dobbeltsculler og vandt VM-guld dette år, en bedrift de gentog i 2015.
Brødrene var derfor favoritter ved OL 2016 i Rio de Janeiro, og de vandt da også sikkert deres indledende heat og deres semifinale. I finalen sikrede de sig guldet ved at besejre litauerne Mindaugas Griškonis og Saulius Ritter, mens nordmændene Kjetil Borch og Olaf Tufte blev nummer tre. Martin Sinković var kroatisk flagbærer ved afslutningsceremonien ved disse olympiske lege. Ved VM i 2017 roede brødrene toer uden styrmand og blev de nummer to, mens de året efter vandt EM- og VM-guld i samme båd. De genvandt begge titler i 2019, mens det blev til EM-sølv i 2020 og -guld i 2021.
Ved OL 2020 i Tokyo (afhold i 2021) var Sinković-brødrene overvældende favoritter i toer uden styrmand, og de vandt da også sikkert deres indledende heat og deres semifinale. I finalen lagde kroaterne sig straks i spidsen og her blev de hele vejen til mål, hvor rumænerne Marius Cozmiuc og Ciprian Tudosă fik sølv og danske Frederic Vystavel og Joachim Sutton bronze.
Året efter var de tilbage i dobbeltsculleren og vandt EM-guld, hvilket de gentog i 2023, mens de samme år vandt VM-sølv. Ved OL 2024 i Paris var de igen store favoritter og gentog kunststykket fra deres seneste to lege med at vinde alle de løb, de var med i. I finalen sikrede de sig deres tredje OL-guldmedalje, mens briterne Oliver Wynne-Griffith og Tom George fik sølv og schweizerne Roman Röösli og Andrin Gulich fik bronze.

## OL-medaljer
- 2024:  Guld i dobbeltsculler
- 2020:  Guld i toer uden styrmand
- 2016:  Guld i dobbeltsculler
- 2012:  Sølv i dobbeltfirer